# Los Pelillos
Los Pelillos är en ort i Mexiko.   Den ligger i kommunen Juchitán och delstaten Guerrero, i den södra delen av landet, 300 km söder om huvudstaden Mexico City. Los Pelillos ligger 161 meter över havet och antalet invånare är 174.
Terrängen runt Los Pelillos är platt åt sydväst, men åt nordost är den kuperad. Terrängen runt Los Pelillos sluttar söderut. Runt Los Pelillos är det glesbefolkat, med 13 invånare per kvadratkilometer. Närmaste större samhälle är Marquelia, 18,9 km väster om Los Pelillos. Omgivningarna runt Los Pelillos är en mosaik av jordbruksmark och naturlig växtlighet.